# Cardeal-de-topete-vermelho
O cardeal-de-topete-vermelho (Paroaria coronata) é uma espécie de ave da antiga família Emberizidae e atual família Thraupidae.
Ocorre da Argentina até a Bolívia, Paraguai, Uruguai e no Brasil, no estado do Rio Grande do Sul e oeste de Mato Grosso e ainda nos Estados Unidos. Tais aves são típicas de campos com vegetação mais alta, medindo cerca de 18 cm de comprimento. Possuem um topete grande e ereto, característica que lhes dá um de seus nomes populares. Também são chamadas de cardeal-do-sul, galo-de-campina, guiratirica e tié-guaçu-paroara.
Os seus habitats naturais são: matagal árido tropical ou subtropical, florestas secundárias altamente degradadas e bordas de matas.